# Cha'ersen Shuiku
Cha'ersen Shuiku (kinesiska: 察尔森水库) är en reservoar i Kina. Den ligger i den autonoma regionen Inre Mongoliet, i den norra delen av landet, omkring 1 000 kilometer nordost om regionhuvudstaden Hohhot. Cha'ersen Shuiku ligger 349 meter över havet. Arean är 45 kvadratkilometer. Trakten runt Cha'ersen Shuiku består i huvudsak av gräsmarker. Den sträcker sig 8,0 kilometer i nord-sydlig riktning, och 14,3 kilometer i öst-västlig riktning.
Genomsnittlig årsnederbörd är 696 millimeter. Den regnigaste månaden är juli, med i genomsnitt 289 mm nederbörd, och den torraste är januari, med 5 mm nederbörd.